# NK Ventilator Zagreb
Nogometni klub Ventilator Zagreb bio je hrvatski nogometni klub iz Zagreba.
Nastao je tijekom proljeća 1950. Na skupštini lučkog Mlinostroja 23. srpnja 1960. donesena je odluka o spajanju Mlinostroja i Ventilatora.